# Friedrich Buresch
Friedrich „Fritz“ Buresch (* 8. Oktober 1821 in Holle; † 7. Oktober 1885 in Hannover) war ein deutscher Fabrikant.

## Leben und Wirken

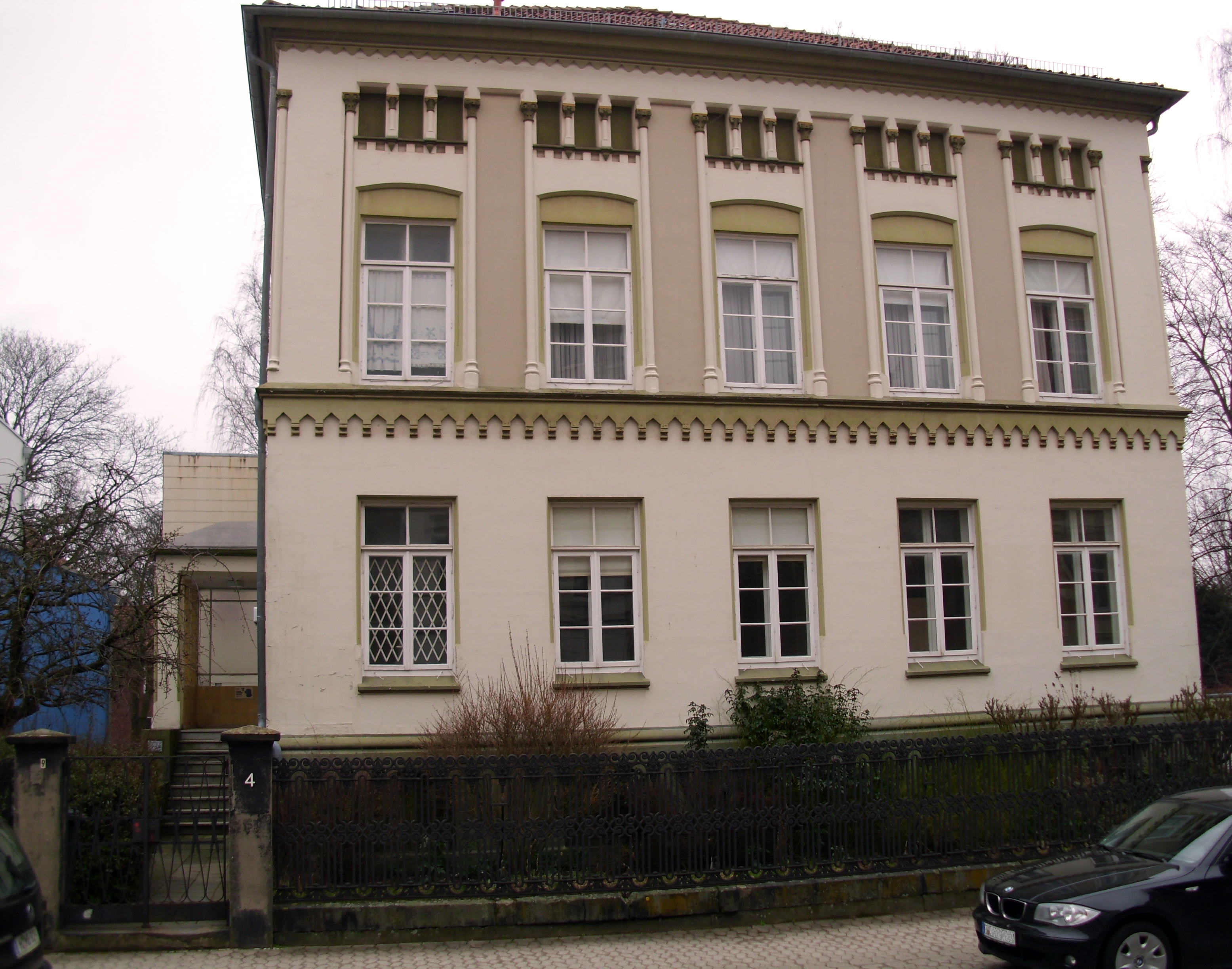
Die 1859 bis 1860 erbaute, heute denkmalgeschützte Villa Buresch, Von-Alten-Allee 6 in Linden-Mitte

Als Sohn des reitenden Försters J. F. A. Buresch studierte Fritz Buresch, ebenso wie sein älterer Bruder Ernst, an der Polytechnischen Schule in Hanover. Ihre Schwester war Elise (1830–1912).
Buresch wurde Direktor der 1856 von Georg Egestorff gegründeten Egestorffschen Zündhütchenfabrik und heiratete dessen Tochter Georgine Wilhelmine (* 20. Juni 1836; † 11. Februar 1904). Durch deren Schwester Luise wurde Buresch zudem verwandt mit deren Ehemann, dem Lindener Juristen und Reichstags-Abgeordneten Wilhelm Laporte.
In den Jahren von 1859 bis 1860 ließ sich Buresch die nach ihm benannte Villa Buresch im heute hannoverschen Stadtteil Linden-Mitte unter der Adresse Von-Alten-Allee 6 errichten, in der er dann gemeinsam mit seiner Familie und der seines Brudes wohnte.
Friedrich Buresch wurde zum Geheimen Kommerzienrat ernannt.
1870 kaufte er von Erich von Lübke das Rittergut Erichshof, das er am 1. März 1871 übernahm.
1872 wurde Buresch zusammen mit seinem Schwager Fritz Hurtzig Mitglied des Verwaltungsrats bei der neu geschaffenen Georg Egestorff Salzwerke AG.
Von 1874 bis in sein Todesjahr war Buresch Präsident der hannoverschen Handelskammer.
Buresch war einer der Initiatoren der Hannover-Altenbekener Eisenbahn.